# トヨタ・カローラクエスト
カローラ クエスト（COROLLA QUEST）は、トヨタ自動車が生産・販売するセダンである。